# 托里塔-迪锡耶纳
托里塔-迪锡耶纳（義大利語：Torrita di Siena），是意大利托斯卡纳大区锡耶纳省的一个市镇。总面积58.36平方公里，人口7501人，人口密度128.5人/平方公里（2009年）。ISTAT代码为052035。